# Hédervár
Hédervár [ˈheːdervaːr] ist eine ungarische Gemeinde im Kreis Mosonmagyaróvár im Komitat Győr-Moson-Sopron.

## Geografische Lage
Hédervár liegt im nordwestlichen Teil Ungarns, auf der Kleinen Schüttinsel, 14,5 Kilometer südöstlich der Kreishauptstadt Mosonmagyaróvár und 21 Kilometer nordwestlich des Komitatssitzes Győr. Nachbargemeinden sind Ásványráró, Darnózseli und Lipót.

## Geschichte
Die Gegend um Hédervár war bereits zur Bronzezeit besiedelt. Zur Zeit der Römer verlief nördlich von Hédervár an der Donau der Limes Pannonicus. Archäologische Ausgrabungen aus dem Jahr 1961 lassen vermuten, dass unter dem heutigen Schloss Khuen-Héderváry und auf dem sogenannten Zsidó-domb (dt. Judenhügel) Wachtürme gestanden haben könnten. Zur Zeit der Herrschaft Großfürst Gézas ließ sich der Hainburger Ritter Héder in der Gegend nieder und ließ hier ab 1162 die Burg Héder (ung. Héder vára) errichten, die erstmals 1395 als Castellanus magistri Johannis filii Hedrici de Hedrehuara urkundlich erwähnt wurde. Der Ort Hédervár wurde erstmals 1210 urkundlich erwähnt und erhielt 1658 den Status einer Minderstadt, den er bis 1886 behielt. Hédervár war bis 1873 im Besitz der Adelsfamilie Viczay und ging dann als Erbe an den späteren Ministerpräsidenten Ungarns Károly Khuen-Héderváry über, der das Schloss von István Möller 1906/07 umbauen ließ. Im Jahr 1907 gab es in der damaligen Kleingemeinde 123 Häuser und 937 Einwohner auf einer Fläche von 2428  Katastraljochen. Sie gehörte zu dieser Zeit zum Bezirk Tószigetcsilizköz im Komitat Győr. Im Zweiten Weltkrieg diente das Schloss als Kanzleigebäude der Deutschen Botschaft und wurde nach der Eroberung durch die Rote Armee als Lazarett genutzt.

## Gemeindepartnerschaften
Hédervár unterhält Partnerschaften mit folgenden Gemeinden:
- Idrifaia (ung. Héderfája), Rumänien
- Malinovo (ung. Éberhárd), Slowakei
- Sankt Peter-Freienstein, Österreich

## Sehenswürdigkeiten
- Römisch-katholische Kirche Szent Mihály, 1755 im barocken Stil erbaut
  - Szent-Flórián-Statue und Szent-Vendel-Statue an der Kirche, im 19. Jahrhundert erschaffen
- Römisch-katholische Kapelle Boldogasszony, ursprünglich Anfang des 15. Jahrhunderts erbaut, Ende des 17. Jahrhunderts umgebaut
- Schloss Khuen-Héderváry
  - Sphinxfiguren am Eingang zum Schloss aus dem 18. Jahrhundert
  - Füllhorn-Säule im Schlosspark aus dem 18. Jahrhundert
- Pestsäule
- Skulptur Kampf der Kentauren (Kentaurok harca), erschaffen 1885
- Skulptur Kolorádó-bogár, in Erinnerung an das erste Auftreten des Kartoffelkäfers in Hédervár 1947
- Millenniumsdenkmal zur Staatsgründung

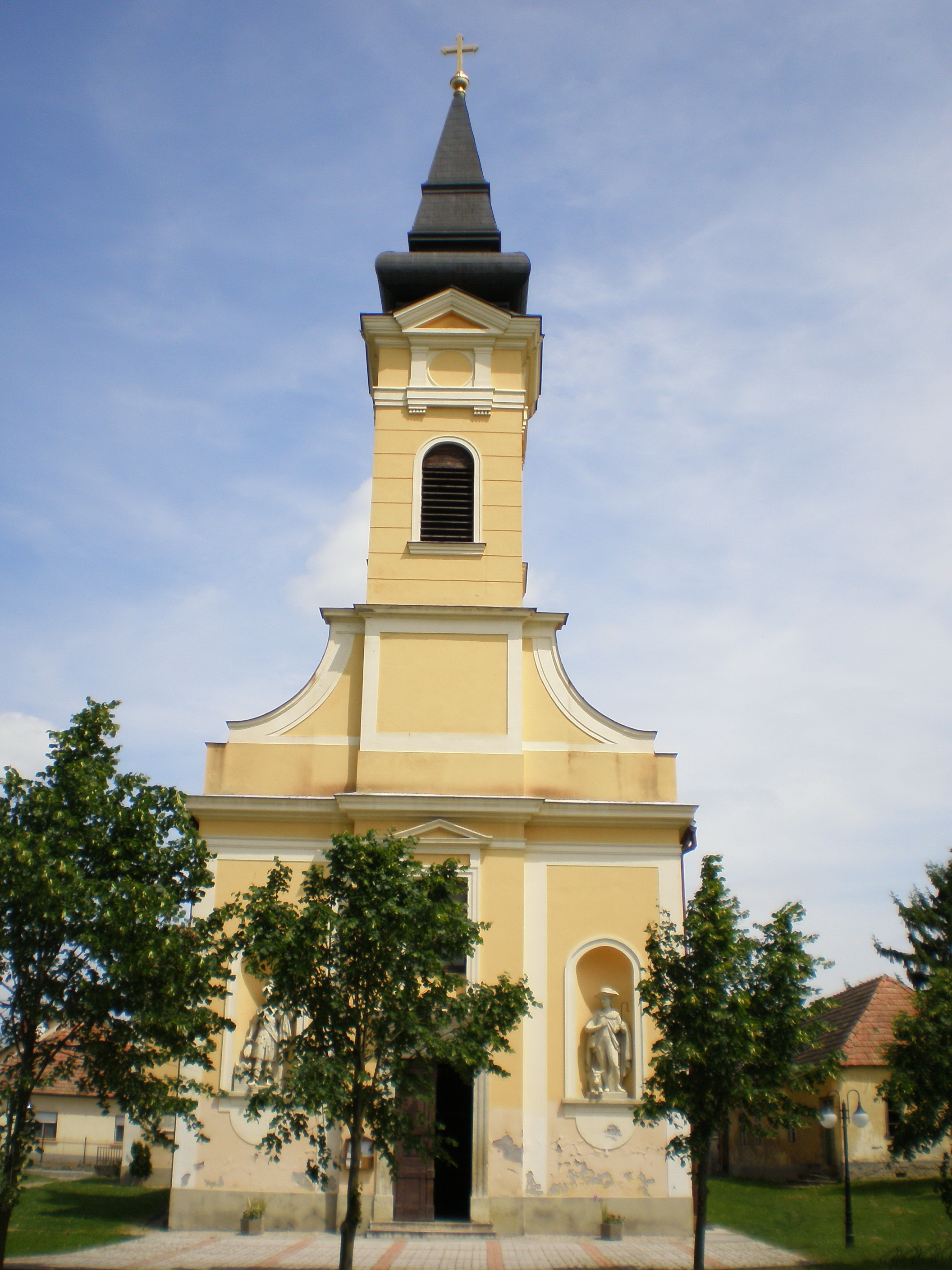
Römisch-katholische Kirche Szent Mihály
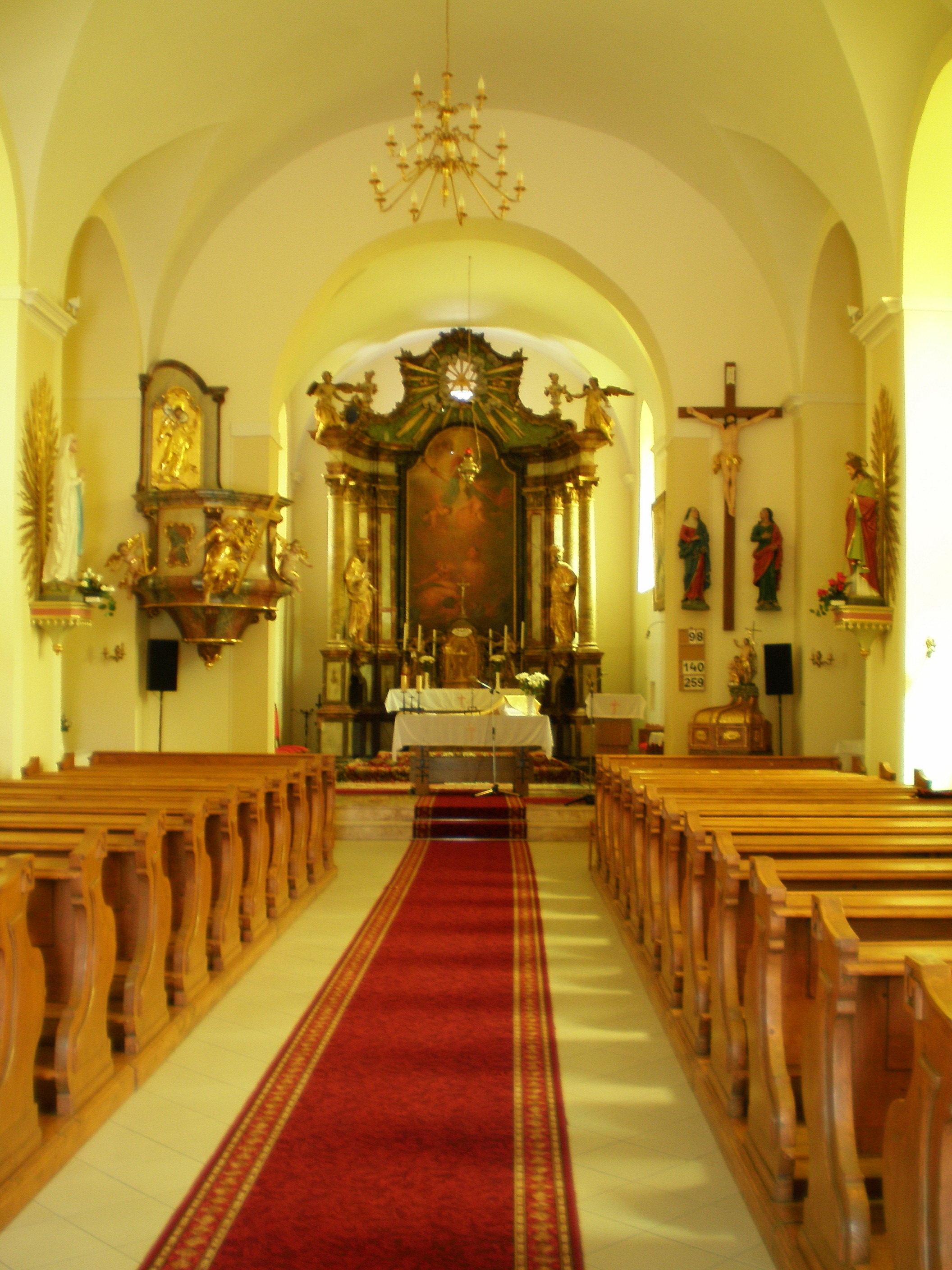
Innenraum der Kirche
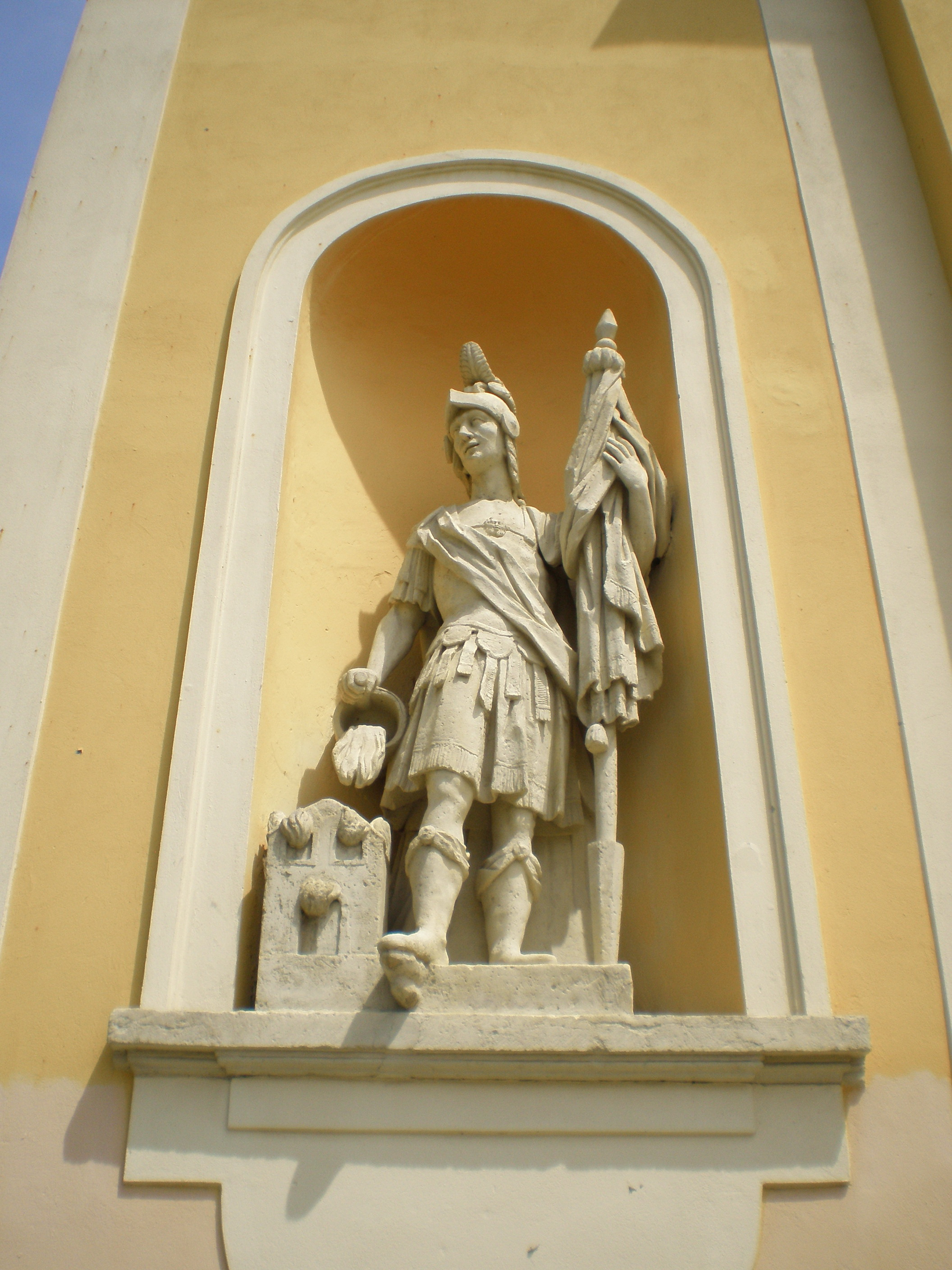
Szent-Vendel-Statue
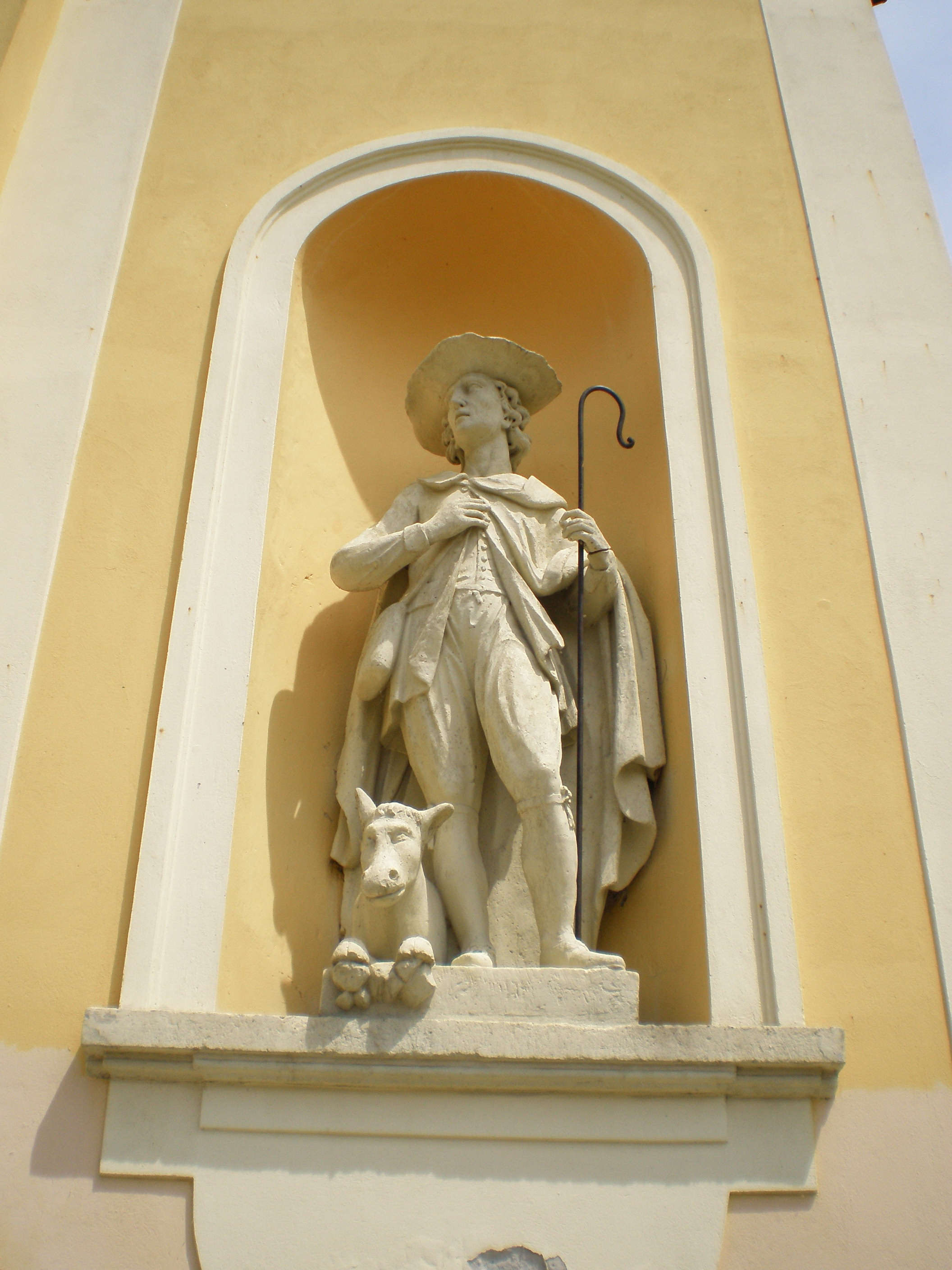
Szent-Flórián-Statue
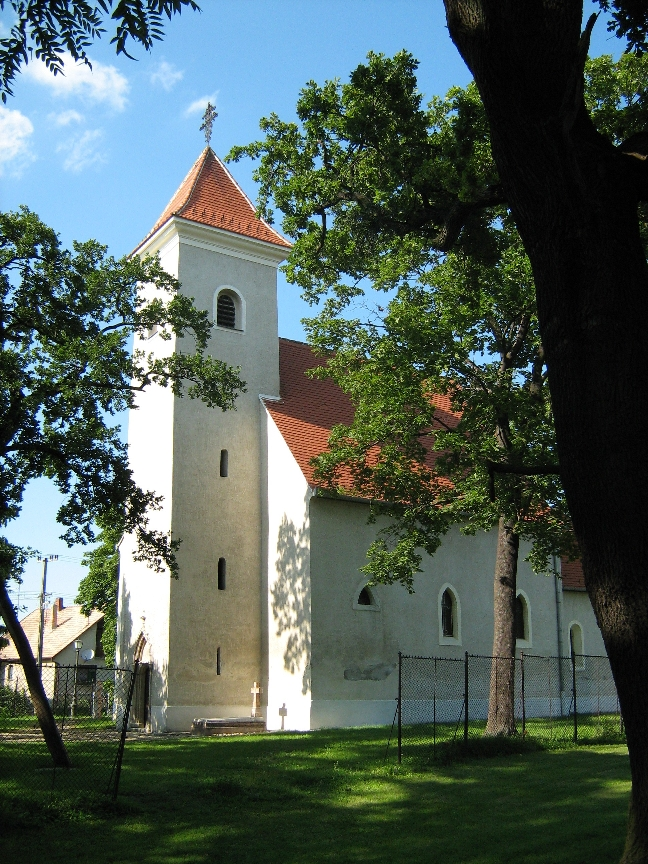
Römisch-katholische Kapelle Boldogasszony
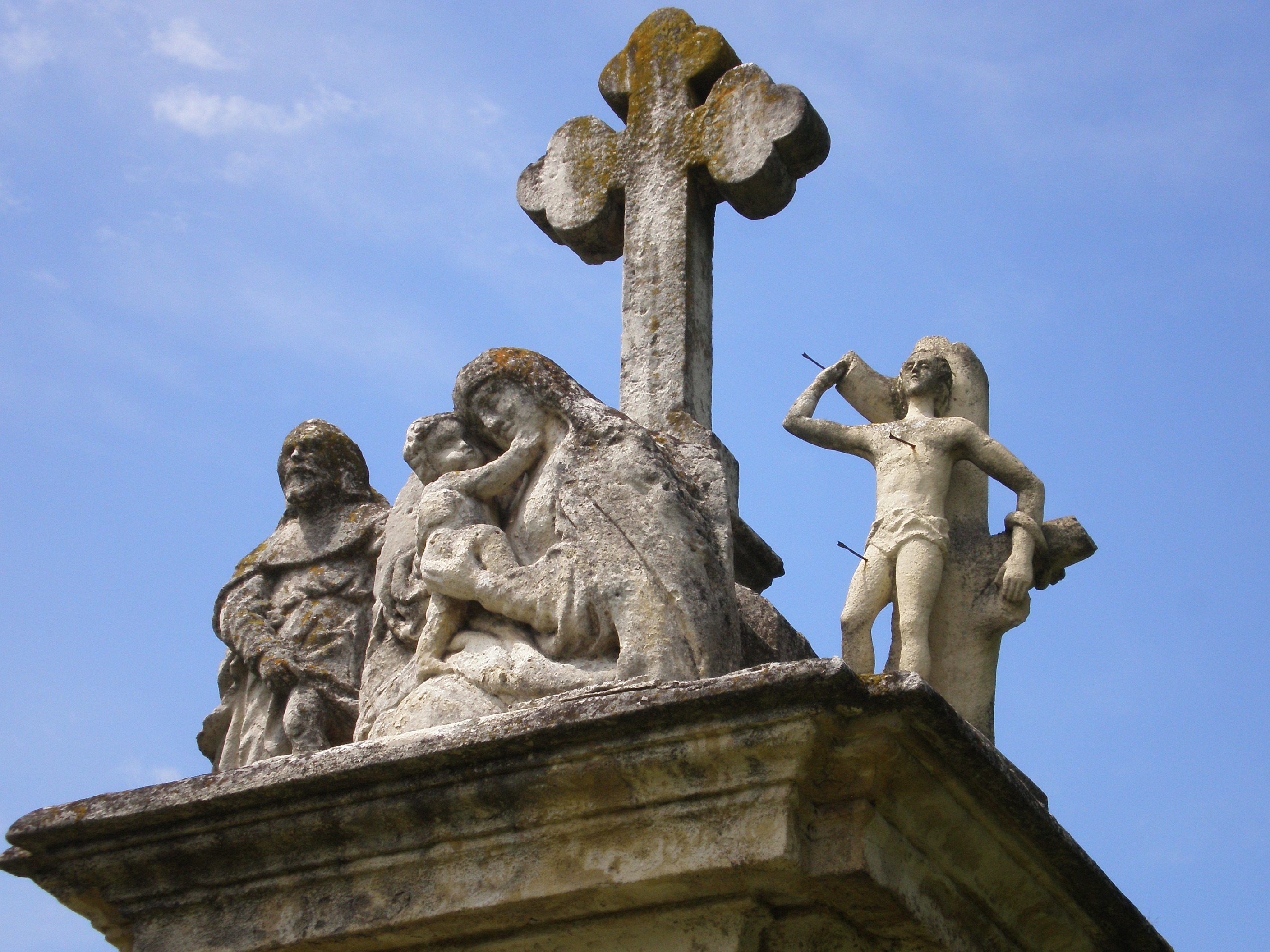
Kopf der Pestsäule
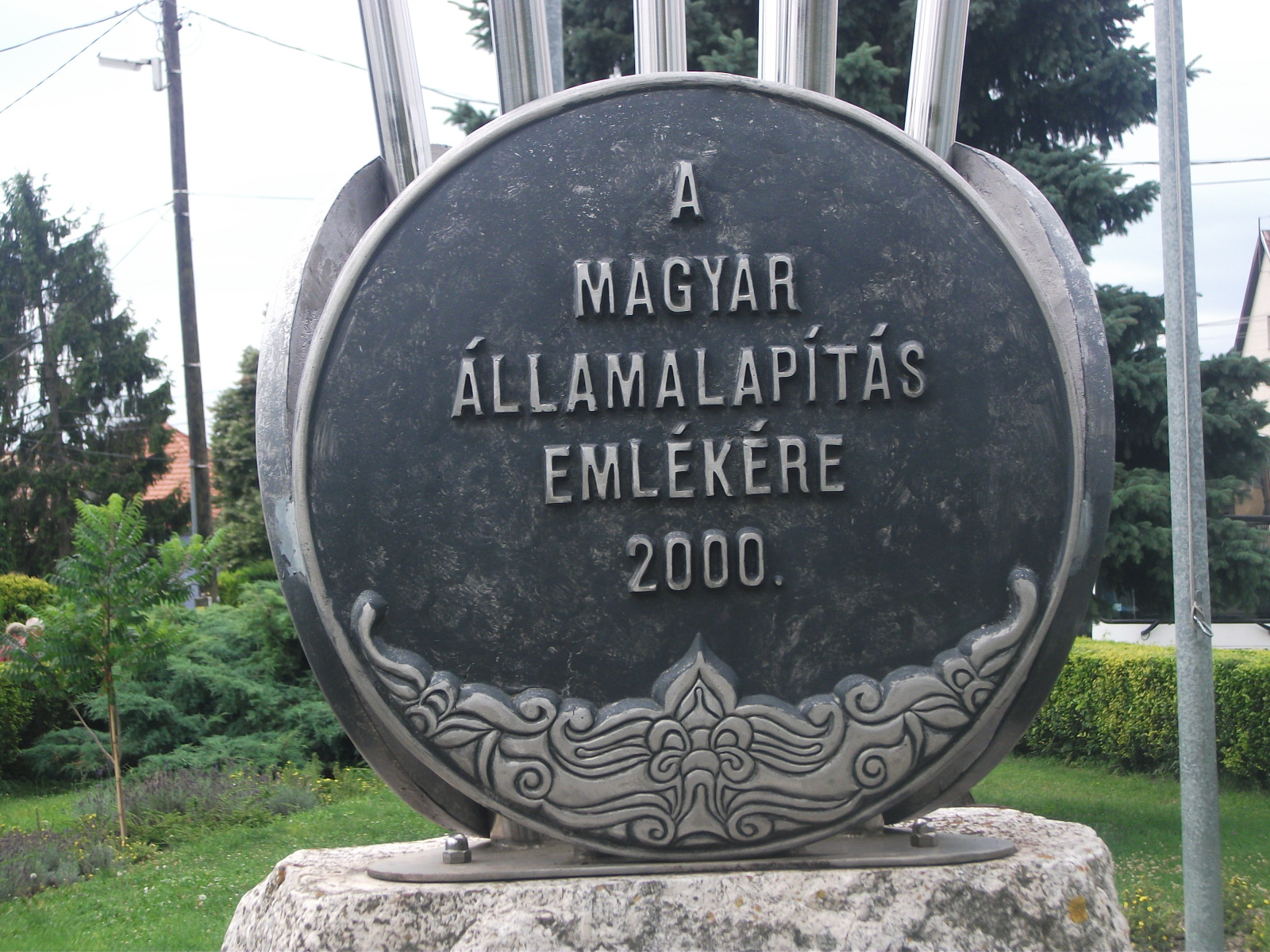
Millenniumsdenkmal
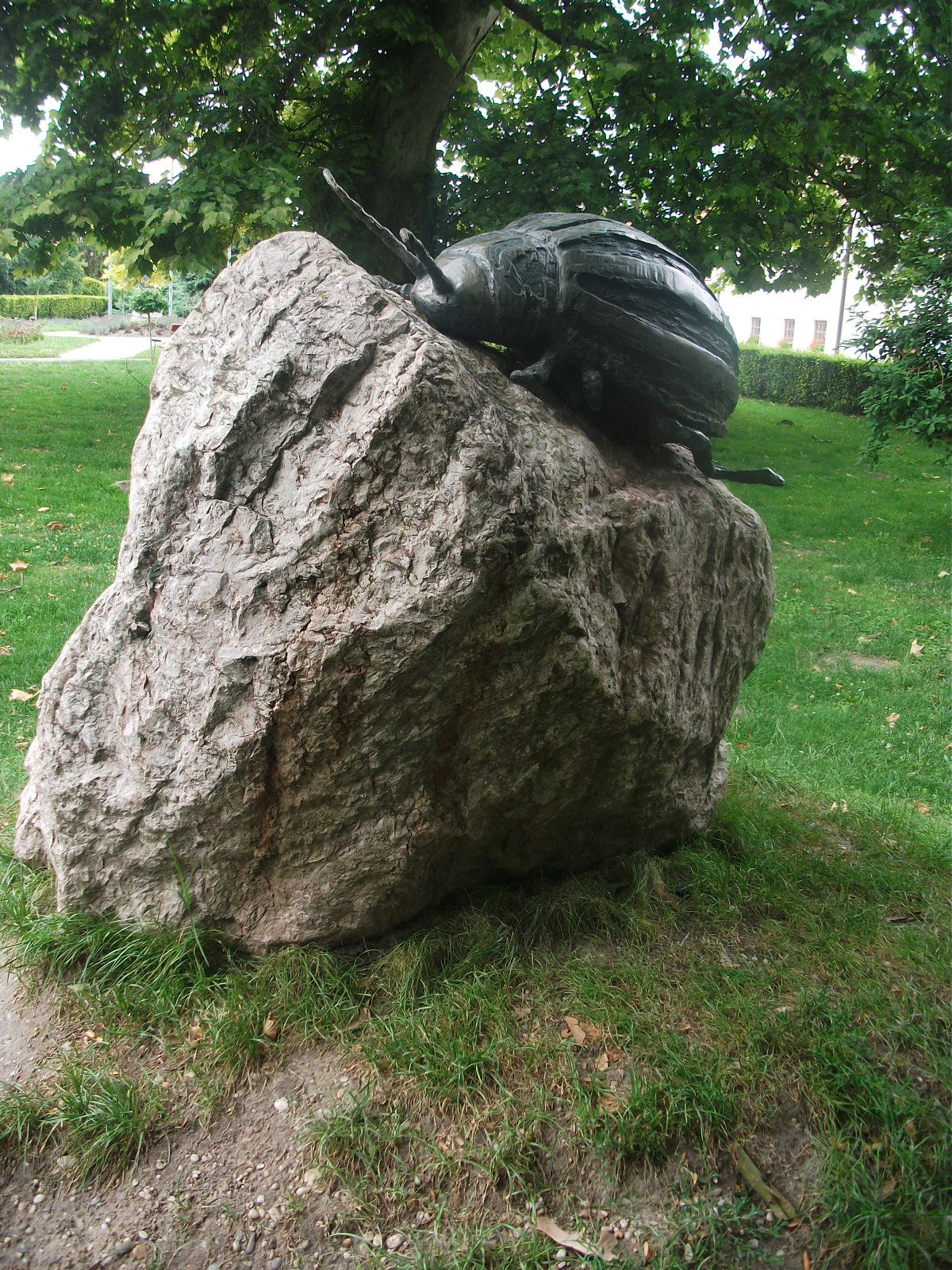
Skulptur Kolorádó-bogár

## Verkehr
Durch Hédervár verläuft die Landstraße Nr. 1401, von der der die Landstraßen Nr. 1403 und Nr. 1411 abzweigen, wenige Kilometer südlich die Hauptstraße Nr. 1 und die Autobahn M1. Es bestehen Busverbindungen nach Mosonmagyaróvár und Győr. Der nächstgelegene Bahnhof befindet sich südwestlich in Kimle-Károlyháza.